# Nagroda UNESCO za Wychowanie dla Pokoju
Nagroda UNESCO za Wychowanie dla Pokoju (ang. UNESCO Prize for Peace Education) – przyznawana od roku 1981 (początkowo corocznie, od 2006 roku raz na dwa lata) „za nadzwyczajne zasługi dla budzenia czujności opinii publicznej i mobilizowanie sumienia ludzkości na rzecz pokoju”. Wynosi ok. 60 tys. dolarów.
Wśród laureatów nagrody jest m.in. Paulo Freire (1986), Brat Roger (1988), Rigoberta Menchú Tum (1990), Matka Teresa (1992), Chiara Lubich (1996), Matki z Plaza de Mayo (1999), Christopher Weeramantry (2006).